# The Last Temptation
The Last Temptation ist das am 12. Juli 1994 erstmals veröffentlichte zwanzigste Studioalbum und 13. Soloalbum des US-amerikanischen Rockmusikers Alice Cooper. Das Konzept zum Album wurde von Cooper gemeinsam mit dem bekannten Autor Neil Gaiman entwickelt, der dazu zusammen mit Michael Zulli (The Sandman) auch ein gleichnamiges Comic gestaltete, das bei Marvel verlegt wurde. Die Erstausgabe des Albums enthielt den 32-seitigen ersten Teil des Comics, das bis 1995 in insgesamt drei Heftausgaben veröffentlicht wurde und erst 1996 als Sammelband verfügbar war. Es wurde zuletzt am 13. September 2005 als Graphic Novel bei Dark Horse Comics verlegt. Das Album entstand unter Mitarbeit zahlreicher bekannter Musiker, unter anderem schrieben Chris Cornell (Soundgarden), Jack Blades (Night Ranger, Damn Yankees) und Tommy Shaw (Styx, Damn Yankees) Lieder für The Last Temptation.

## Konzept
The Last Temptation ist ein Konzeptalbum, dessen Lieder eine in sich geschlossene Geschichte um die beiden Hauptfiguren, den Showman und einen Jungen namens Steven, ergeben. Steven ist eine seit dem 1975 erschienenen Album Welcome to My Nightmare eingeführte Figur Coopers.
Die Geschichte spielt in einer amerikanischen Kleinstadt im Mittleren Westen, in der der „Showman“ eine Art Varieté eröffnet hat. Er versucht, möglichst viele junge Leute in seine Show zu holen, die jedoch nicht hält, was sie verspricht. Es geht darum, die Jugendlichen auf eine gewisse Art und Weise in den Bann der Show zu ziehen und sie zu manipulieren. Der Showman zeigt ihnen in sehr theatralischer Form das wirkliche Leben, mit allem Elend, Unglücken und Katastrophen. Einer der Jugendlichen ist Steven. Er sitzt in diesem Theater, schaut sich die ersten Szenen an und realisiert relativ spät, dass alle Schauspieler des Stücks in Wirklichkeit tot sind. Dennoch ist er von der Art, wie das Ganze dargestellt wird, fasziniert und steht am Ende vor der Entscheidung, ob er diesem „Club der lebenden Leichen“ beitreten will oder nicht. Er tut es am Ende nicht, hat aber lange und schwer mit sich zu kämpfen. Der Showman versteht nicht, wie jemand in Stevens Alter so weise sein kann, nicht in dieser Scheinwelt der Toten „leben“ zu wollen. Am Ende brennt Steven das ganze Theater nieder, geht nach Hause, und als er sich die Zähne putzt, grinst der Showman auf einmal aus dem Spiegel und erklärt, dass die Menschheit in den letzten 6.000 Jahren versucht habe, ihn loszuwerden, es aber noch nie geschafft habe.

## Hintergrund
Cooper wurde durch den A&R-Manager Bob Pfeifer mit Gaiman zusammengebracht. Pfeifer war ein Fan der Sandman-Comicreihe und hielt Gaiman für den richtigen Partner, um die visuelle Gestaltung der Geschichte zu übernehmen. Cooper band Gaiman von Anfang an in die Entstehung des Albums mit ein. Er wollte erreichen, dass Gaiman mehr Einblick in die Entstehung der Lieder bekam und nicht das fertige Produkt als Vorlage für seine Geschichte verwenden musste.
Für das Songwriting gewann Cooper unter anderem Chris Cornell, der die beiden Titel Stolen Prayer und Unholy War mitbrachte. Die Lieder passten nach Aussage Coopers „perfekt ins Konzept“, jedoch wurden die Texte mit Einverständnis Cornells leicht verändert. Cornell unterstützte Cooper auch beim Gesang der Lieder. Für die Songs Temptation und It’s Me gewann Cooper das Songwriter-Duo Jack Blades und Tommy Shaw, denen er jedoch zur Auflage machte, dass ihre Beiträge nicht nach deren gemeinsamer Band Damn Yankees klingen dürften.
Die Aufnahme des Albums erfolgte mit den Musikern Stef Burns, der auch schon auf dem Album Hey Stoopid Gitarre gespielt hatte, Derek Sherinian (Keyboard), Greg Smith (Bass) und David Uosikkinen (Schlagzeuger der Band The Hooters). Als Hintergrund-Sänger wirkten neben Chris Cornell Mark und Brett Hudson, Louis Merlino und Craig Copeland mit.
Die Produktion wurde unter mehreren Produzenten aufgeteilt: Andy Wallace, der auch die Tonmischung des gesamten Albums vornahm, übernahm die Lieder Sideshow, Stolen Prayer, Unholy War und Cleansed By Fire, Don Fleming produzierte die Single Lost in America, Nothing’s Free und Bad Place Alone, Duane Baron und John Purdell schließlich teilten sich die Produktion der Lieder Temptation, It’s Me und Lullabye.
The Last Temptation wurde am 12. Juli 1994 erstmals veröffentlicht. Die Covergestaltung hatte Dave McKean übernommen, der ebenfalls mit der Comicreihe Sandman Bekanntheit erlangt hatte. Eine Deluxe Edition des Albums mit identischer Songauswahl und umfangreichem Booklet erschien am 28. Februar 2014.

## Titelliste
| Nr.          | Titel                | Autor(en)                                      | Länge |
| ------------ | -------------------- | ---------------------------------------------- | ----- |
| 1.           | Sideshow             | Alice Cooper / Norwood / B. Smith / Dan Wexler | 6:39  |
| 2.           | Nothing’s Free       | Cooper / Wexler                                | 5:01  |
| 3.           | Lost in America      | Cooper / Wexler                                | 3:54  |
| 4.           | Bad Place Alone      | Cooper / Wexler                                | 5:04  |
| 5.           | You’re My Temptation | Jack Blades / Tommy Shaw                       | 5:09  |
| 6.           | Stolen Prayer        | Chris Cornell / Cooper                         | 5:37  |
| 7.           | Unholy War           | Cornell / Cooper                               | 4:10  |
| 8.           | Lullaby              | Cooper / Jim Vallance                          | 4:28  |
| 9.           | It’s Me              | Blades / Cooper / Shaw                         | 4:39  |
| 10.          | Cleansed by Fire     | Cooper / Mark Hudson                           | 6:12  |
| Gesamtlänge: | Gesamtlänge:         | Gesamtlänge:                                   | 50:53 |

## Rezeption
The Last Temptation erreichte in Deutschland Platz 13 der Charts und konnte sich 12 Wochen halten, in den USA reichte es nur zu Platz 68, während das Album in Großbritannien den größten Erfolg erzielte: Hier erreichte es Platz 6 der Charts. Die ausgekoppelten Singles, Lost in America und It’s Me, konnten nur in Großbritannien Charterfolge erzielen und erreichten Platz 22, respektive Platz 34 der dortigen Single-Charts
Metal Hammer schrieb, mit einem (Konzept-)Album, „wie man es seit Welcome to My Nightmare nicht mehr gehört“ habe, sei Alice Cooper zurück. Alle zehn Songs seien „Cooper-Klassiker, um Ecken erdiger als die CDs davor und selbst nach mehreren Wochen Hörgenuß immer noch aufregend.“ Die „Qualitäts-Parallelen zu Aerosmith“ lägen klar auf der Hand: „je oller, desto doller.“ Melodie-Freaks würden auf allen Ebenen befriedigt, Stolen Prayer/Unholy War (Cornell) ragten heraus. Ebenso Bad Place Alone (schöner Swing) und die Damn-Yankees-Nummer Temptation mit dem typischen „big chorus“. Cooper und Band (Gitarrist Stef Burns, Basser Greg Smith, Keyboarder Derek Sherinian und Hooters-Drummer David Uosikkinen) hätten „einen lupenreinen Klassiker hingelegt“! The Last Temptation sei „das Album der letzten Monate“.
Musikexpress meinte, „der jüngste LP-Streich des geborenen Showmans“ böte Altbewährtes: „solide Rocknummern, von denen einige gar das Zeug zum Klassiker“ besäßen. Neben Cooper wirke „Megaseller Meat Loaf wie ein besserer Operettenbuffo“. Mit „einem sozialkritischen Song wie“ Lost in America beweise Cooper zudem, das er sich „als neuer Comic-Held nicht nur der Fiktion, sondern auch der Realität verpflichtet“ fühle.
Rocks schrieb aus Anlass der Neuausgabe 2014, Cooper habe sich nach Hey Stoopid, seiner „mit Abstand besten Platte in seiner zeitweiligen Funktion als MTV-Rocker, und dem Aufkommen des Grunge neu orientieren“ müssen und habe sich „zurück in die Siebziger getastet.“ Er habe für The Last Temptation „einen Ansatz gefunden, der Love It to Death (1971) und Billion Dollar Babies (1973) zeitgemäß und frisch“ miteinander vereine. The Last Temptation sei „ein stark unterschätztes Album, das auch über das himmlisch-fidele Sideshow hinaus allerhand Cooper-Klassiker“ beherberge, und dazu „eine bockstarke Platte“ sei.